# Ron Jaworski
Ronald Vincent „Ron“ Jaworski (* 23. März 1951 in Lackawanna, Erie County, New York) ist ein ehemaliger US-amerikanischer American-Football-Spieler. Er spielte Quarterback in der National Football League (NFL).

## Jugend/College
Jaworski, Nickname: Jaws, spielte bereits auf der High School Baseball, Basketball und American Football, bevor er ein Studium an der Youngstown State University in Youngstown (Ohio) begann und dort als Quarterback der Youngstown State Penguins eingesetzt wurde.

## Profizeit
In der NFL Draft 1973 wurde Jaworski von den Los Angeles Rams in der zweiten Runde an 37. Stelle gezogen. Bei den Rams konnte sich Jaworski nicht durchsetzen und kam über die Rolle eines Ersatzspielers nicht hinaus. Sein Coach Chuck Knox tauschte ihn daher vor der Saison 1977 gegen den Tight End Charle Young von den Philadelphia Eagles ein und half den Eagles und ihrem Trainer Dick Vermeil somit ungewollt, sich zu einem Spitzenteam zu entwickeln. Bereits in seinem ersten Jahr übernahm Jaworski die Rolle des Starting-Quarterback von Roman Gabriel und sollte diese Position in den nächsten Jahren nicht mehr abgeben.

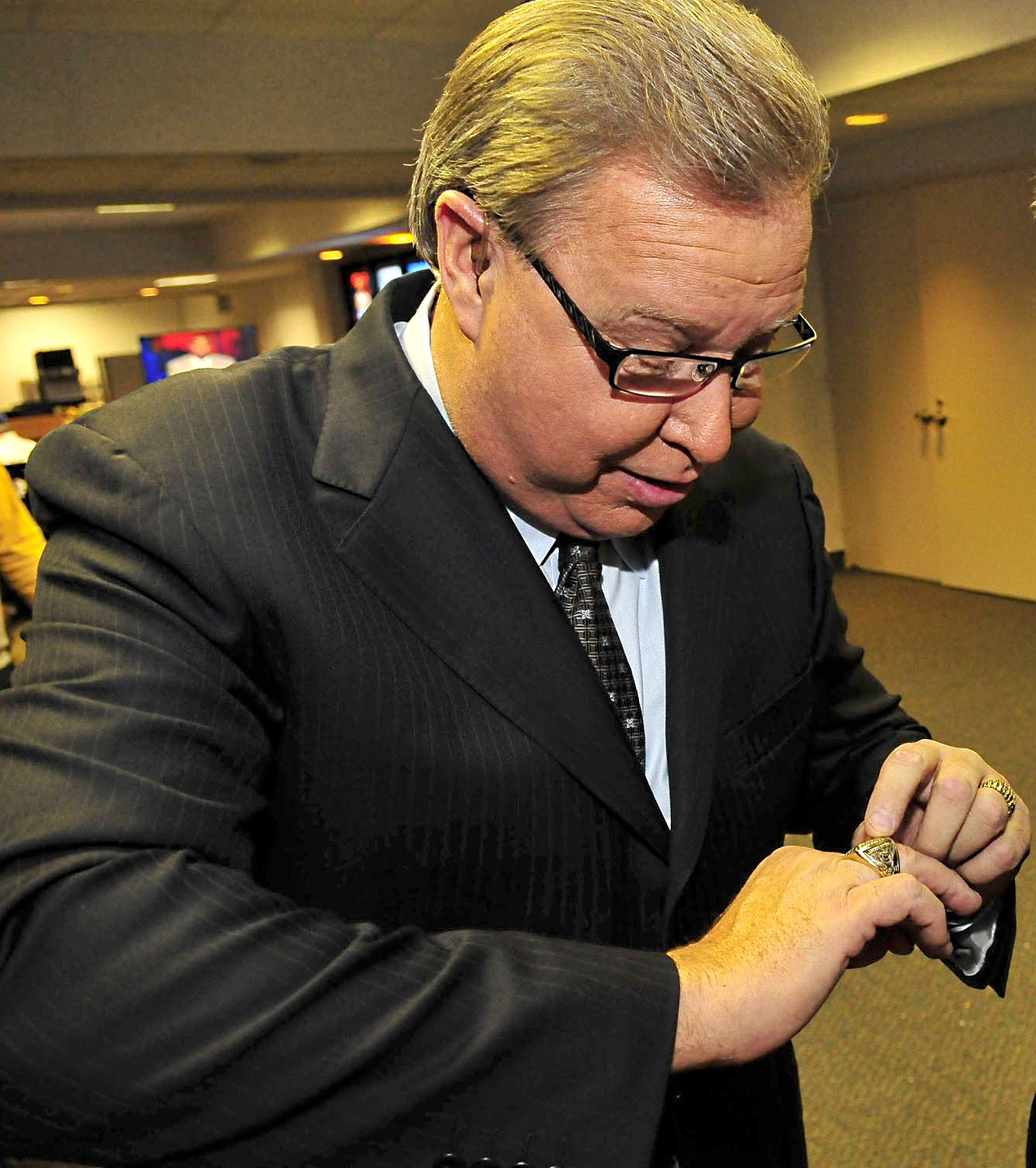
Jaworski mit seinem NFC-Meisterschaftsring (2008)

Von 1978 bis 1981 erreichten die Eagles regelmäßig die Play-offs. 1980 konnten sie ihren Dauerrivalen, die Dallas Cowboys unter Coach Tom Landry, im NFC Championship Game mit 20:7 schlagen und zogen damit in den Super Bowl ein, wo sie im Super Bowl XV gegen die von Tom Flores trainierten und von Jim Plunkett angeführten Oakland Raiders allerdings mit 10:27 unterlagen. In diesem Jahr konnte Jaworski während der regular Season einen Raumgewinn von 3.529 Yards erzielen. 27 seiner Pässe wurden zu Touchdowns gefangen.
In den nächsten Jahren konnte Jaworski seine Mannschaft nicht mehr in ein Endspiel führen, obwohl seine persönlichen Zahlen durchaus befriedigend waren. 1985 musste er seine Stammposition an Randall Cunningham abgeben und ein Jahr später wurde er an die Miami Dolphins abgegeben. 1987 wurde er nicht eingesetzt und erhielt 1988 hinter Dan Marino nur wenig Spielzeit. Nach einem Jahr bei den Kansas City Chiefs beendete er seine Laufbahn. In 15 Profijahren gelangen ihm in 188 Spielen 195 Touchdowns durch Pässe und Laufspiel bei 164 Interceptions. 

## Ehrungen
Jaworski spielte einmal im Pro Bowl, dem Abschlussspiel der besten Spieler einer Saison. 1980 wurde er zum MVP der Saison gewählt. Er ist Mitglied in der Eagles Hall of Fame und in der National Polish American Sports Hall of Fame.

## Nach der Karriere
Jaworski arbeitet als Fernsehmoderator und Footballanalyst. Er ist Präsident der Philadelphia Soul einer Mannschaft in der Arena Football League, ferner ist er Mitinhaber eines Hotels und Eigentümer einer Golfanlage. Jaworski ist verheiratet und hat drei Kinder.

## Quelle
- Jens Plassmann: NFL – American Football. Das Spiel, die Stars, die Stories (= Rororo 9445 rororo Sport). Rowohlt, Reinbek bei Hamburg 1995, ISBN 3-499-19445-7.

| Personendaten    | Personendaten                     |
| ---------------- | --------------------------------- |
| NAME             | Jaworski, Ron                     |
| ALTERNATIVNAMEN  | Jaworski, Ronald Vincent          |
| KURZBESCHREIBUNG | US-amerikanischer Footballspieler |
| GEBURTSDATUM     | 23. März 1951                     |
| GEBURTSORT       | Lackawanna, New York              |